# تشنارسوخته دادنجان (مقاطعة فيروزآباد)
تشنارسوخته دادنجان (بالفارسية: چنار سوخته) هي منطقة سكنية تقع في فارس في إيران. يقدر عدد سكانها بـ 409 نسمة .